# Notoscincus butleri
Notoscincus butleri — вид сцинкоподібних ящірок родини сцинкових (Scincidae). Ендемік Австралії. Вид названий на честь австралійського натураліста Вільяма Гаррі Батлера.

## Поширення і екологія
Notoscincus butleri мешкають в регіоні Пілбара у Західній Австралії. Вони живуть в кам'янистих місцевостях, порослих сухими спінніфексовими луками.